# Werner Gauer
Werner Gauer (* 13. Februar 1937 in Prüm, Eifel) ist ein deutscher Klassischer Archäologe.
Gauer wurde 1963 an der Universität Heidelberg bei Roland Hampe promoviert. 1965/66 erhielt er das Reisestipendium des Deutschen Archäologischen Instituts. Ab Oktober 1969 war er Assistent am neu begründeten Institut für Klassische Archäologie der Universität Regensburg und nach der 1972 erfolgten Habilitation ab 1974 dort ordentlicher Professor für Klassische Archäologie. Von 1983 bis zu seiner Emeritierung 2002 war er Professor für Klassische Archäologie an der Universität Tübingen.
Bemerkenswert sind neben seinen Beiträgen zu Olympia insbesondere seine Arbeiten zum römischen Regensburg.

## Schriften (Auswahl)
- Weihgeschenke aus den Perserkriegen (= Istanbuler Mitteilungen. Beiheft 2). Wasmuth, Tübingen 1968 (Dissertation, Universität Heidelberg, 1963).
- Die Tongefäße aus den Brunnen unterm Stadion-Nordwall und im Südost-Gebiet. (= Olympische Forschungen, Band 8). De Gruyter, Berlin 1975, ISBN 3-11-004602-4.
- Untersuchungen zur Trajanssäule. Teil 1: Darstellungsprogramm und künstlerischer Entwurf (= Monumenta Artis Romanae. Bd. 13). Mann, Berlin 1977, ISBN 3-7861-1138-3 (teilweise zugleich Habilitationsschrift, Universität Regensburg, 1972).
- Ein Dakerdenkmal Domitians. Die Trajanssäule und das sogenannte große trajanische Relief. In: Jahrbuch des Deutschen Archäologischen Instituts. Bd. 88 (1973), S. 318–350.
- Die Bronzegefäße von Olympia mit Ausnahme der geometrischen Dreifüsse und der Kessel des orientalischen Stils. Teil 1: Kessel und Becken mit Untersätzen, Teller, Kratere, Hydrien, Eimer, Situlen und Cisten, Schöpfhumpen und verschiedenes Gerät (= Olympische Forschungen. Bd. 20). De Gruyter, Berlin 1991, ISBN 3-11-012737-7.
- mit Gebhard Bieg, Peter Eichhorn: Der Bronzekessel aus dem späthallstattzeitlichen Fürstengrab von Eberdingen-Hochdorf (Kr. Ludwigsburg): Griechische Stabdreifüsse und Bronzekessel der archaischen Zeit mit figürlichem Schmuck (= Hochdorf. Bd. 5; = Forschungen und Berichte zur Vor- und Frühgeschichte in Baden-Württemberg. Bd. 83). Theiss, Stuttgart 2002, ISBN 3-8062-1568-5.
- Der Zorn des Zeus und die klassische Kunst der Griechen. Einladung zu einer Griechenlandreise. Harrassowitz, Wiesbaden 2012, ISBN 978-3-447-06741-6.